# パプアニューギニア・ナショナル・サッカーリーグ
パプアニューギニア・ナショナル・サッカーリーグ（英: Papua New Guinea National Soccer League）は、パプアニューギニア最上位のサッカーリーグである。略称はPNGNSL。パプアニューギニアの国営通信サービスプロバイダーのテリコムPNGが冠スポンサーを務め、テリコム・ナショナル・サッカーリーグ（Telikom National Soccer League）と呼称される。

## 概要
前身リーグのパプアニューギニア・ナショナル・クラブ・チャンピオンシップ（英: Papua New Guinea National Club Championship）を引き継ぐ形で2006年に発足。12チームを北部地区と南部地区で6チームずつに分け、2回戦総当たりのリーグ戦を行い、各地区の上位2チームがプレーオフに進出する。プレーオフに進出した計4チームで再び2回戦総当たりのリーグ戦を行い、上位2チームが優勝決定戦に進出、年間チャンピオンを決める。また、優勝チームにはOFCチャンピオンズリーグの自動出場権が与えられる。リーグ発足時は、地区で分割せずに上位4チームがプレーオフを行って年間チャンピオンを決定する方式だったが、2015-16シーズンより現行のフォーマットに変更された。

## 所属クラブ（2015-16シーズン）

### 北部地区
- ラエ・シティ・ドウェラーズFC
- ウェルグリス・モロベ・ユナイテッド
- マダンFC
- アドミラルティFC
- ベスタPNG・ユナイテッド
- ゴロカ・ゴシアFC

### 南部地区
- ヘカリ・ユナイテッド
- ラパトナFC
- FCポートモレスビー
- エレマ・ガルフFC
- ギギラ・ライテポ・ユナイテッド
- PSファーウェイFC

## 歴代結果 (決勝戦）
| シーズン | 優勝                         | スコア    | 準優勝                         |
| -------- | ---------------------------- | --------- | ------------------------------ |
| 2006     | ヘカリ・ユナイテッド         | 2–0       | ジェル・ヒルズ・ユナイテッド   |
| 2007–08  | ヘカリ・ユナイテッド         | 3–2       | ジェル・ヒルズ・ユナイテッド   |
| 2008–09  | ヘカリ・ユナイテッド         | 不戦勝    | ラパトナFC                     |
| 2009–10  | ヘカリ・ユナイテッド         | 5–0       | ギギラ・ライテポ・ユナイテッド |
| 2010–11  | ヘカリ・ユナイテッド         | 4–0       | イースタン・スターズFC         |
| 2011–12  | ヘカリ・ユナイテッド         | 3–0       | イースタン・スターズFC         |
| 2013     | ヘカリ・ユナイテッド         | 3–0       | FCポートモレスビー             |
| 2014     | ヘカリ・ユナイテッド         | 3–0       | ラエ・シティ・ドウェラーズFC   |
| 2015     | ラエ・シティ・ドウェラーズFC | 4–1       | マダンFC                       |
| 2015–16  | ラエ・シティ・ドウェラーズFC | 2–0       | ヘカリ・ユナイテッド           |
| 2017     | ラエ・シティ・ドウェラーズFC | 不戦勝    | マダンFC                       |
| 2018     | ラエ・シティ・ドウェラーズFC | 3–0       | ベスタPNG・ユナイテッド        |
| 2019     | ラエ・シティ・ドウェラーズFC | 0–0（PK） | ヘカリ・ユナイテッド           |
| 2019–20  | ラエ・シティ・ドウェラーズFC | 1–0       | ビシャズ・ユナイテッド         |